# Abarth 2200

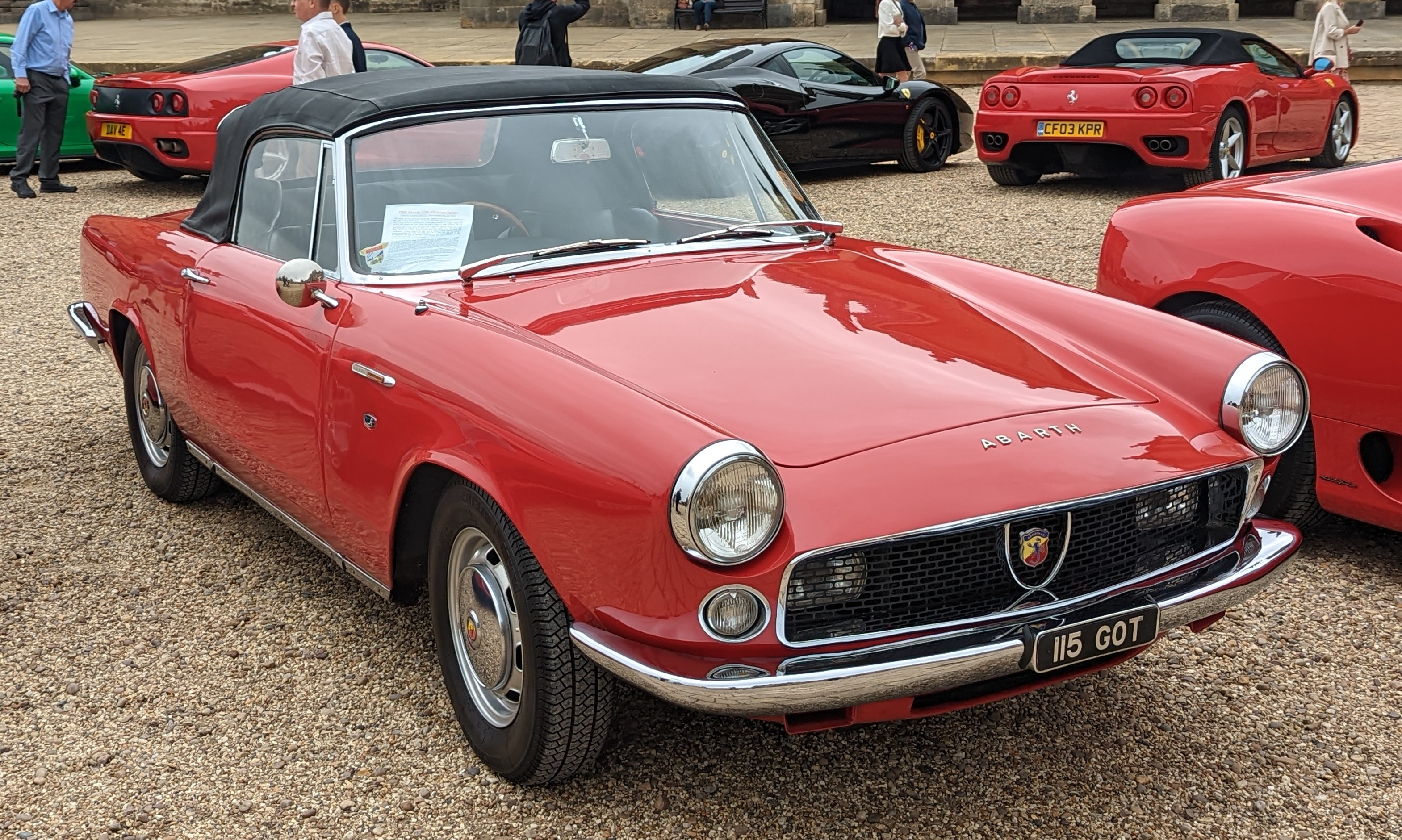
Abarth 2200 Spider.

Abarth 2200 är en GT-bil, tillverkad av den italienska biltillverkaren Abarth mellan 1959 och 1963.

## Abarth 1600/2200/2400
I mitten av 1950-talet hade Carlo Abarth varit framgångsrik med sina tävlingsversioner av Fiat 500. Sporrad av framgången beslutade han sig att bygga en egen gran turismo, baserad på den sexcylindriga Fiat 1800. 
Bilen, som presenterades på bilsalongen i Turin hösten 1959, byggdes på ett kortat Fiat-chassi med torsionsfjäring fram, stel bakaxel upphängd i längsgående bladfjädrar och skivbromsar från Girling runt om. Motorn förstorades och trimmades med bland annat tre Weber tvåportsförgasare. Karossen, byggd i aluminium, ritades av Giovanni Michelotti och byggdes av Carrozzeria Allemano. Den fanns i både täckt och öppet utförande.
Abarth erbjöd även en mindre, fyrcylindrig version kallad Abarth 1600, med kortare hjulbas och motor från OSCA.
1962 kom den uppdaterade Abarth 2400 med större motor och karossen modifierad av Ezio Ellena. Modellen hann bara byggas under två år innan tillverkningen av Abarths stora GT-bil avslutades.

## Motor
| Modell | Motor               | Cylindervolym | Effekt | Bränslesystem         |
| ------ | ------------------- | ------------- | ------ | --------------------- |
| 1600   | 4-cyl radmotor DOHC | 1569 cm³      | 95 hk  | Enkel Weber-förgasare |
| 2200   | 6-cyl radmotor ohv  | 2162 cm³      | 122 hk | 3 st Weber-förgasare  |
| 2400   | 6-cyl radmotor ohv  | 2323 cm³      | 144 hk | 3 st Weber-förgasare  |